# Adriaen van der Werff
Adriaen van der Werff (ur. 21 stycznia 1659, Kralingen, zm. 12 listopada 1722, Rotterdam) – holenderski malarz, portrecista, architekt.
Adriaen van der Werff był uznawany przez Arnolda Houbrakena, holenderskiego malarza i krytyka sztuki, za największego ze wszystkich holenderskich malarzy. Opinia taka utrzymywała się niemal przez cały XVIII wiek.

## Edukacja i twórczość
Był synem młynarza. W latach 1668–1670 pobierał nauki malarstwa u portrecisty Cornelisa Picoleta, a w latach 1671–1676 u Eglona H. van der Neera. Mając siedemnaście lat założył własna pracownię w Rotterdamie. Między rokiem 1691 a 1695 piastował stanowisko dziekana gildii malarzy Świętego Łukasza w Rotterdamie. W 1696 roku jego pracownię odwiedził Jan Wilhelm Wittelsbach wraz z żoną, Anną Medycejską. Para zakupiła dwa obrazy, które zostały wysłane do ojca Anny, Kosmy III Medyceusza. W roku 1697 został malarzem nadwornym elektora Palatynatu Reńskiego Jana Wittelsbacha w Düsseldorfie, z pensją 4000 guldenów rocznie i przywilejem mieszkania w rodzinnym Rotterdamie. Jego kontrakt nakazywał mu pracować przez sześć miesięcy w roku dla elektora a od 1703 roku przez dziewięć miesięcy. W 1703 roku namalował dzieło Złożenie do grobu, za które otrzymał tytuł szlachecki z rąk elektora. Stanowisko malarza nadwornego piastował do 1716 roku, czyli do śmierci swojego pracodawcy (według RKD do 1719 roku). Następnie Werff sprzedawał swoje obrazy najlepszym kolekcjonerom europejskim, m.in. królowi polskiemu Augustowi II Sasowi. W latach 1719–1722 ponownie pracował w Rotterdamie. 
Początkowo malował małe sceny rodzajowe w stylu fijnschilders, łącząc precyzję w przedstawianiu detali zgodną ze szkołą ledejską z klasycystycznymi standardami francuskiej Académie Royale. Stylem nawiązywał do prac Gerarda Dou, Gabriëla Metsu, Fransa van Merisa starszego i Gerarda ter Borcha. Jego prace wyróżniała większa elegancja i wystawność. Szczytowym dziełem z tego okresu jest obraz rodzajowy pt. Dzieci bawiące się posągiem Herkulesa z 1678 roku.
W 1687 roku ożenił się z Margareth van Rees, której prawnym opiekunem był Nicolaes Anthonis Flinck, znany kolekcjoner sztuki oraz literatury klasycznej i renesansowej. Flinck wraz z Janem Sixem i Philipem de Flinesem założyli stowarzyszenie Nil Volentibus Arduum. Od tego okresu Werff identyfikował się z nowo poznanymi kręgami kolekcjonerów i miłośników kultury antycznej, co swoje odzwierciedlenie miało w jego późniejszych pracach o tematyce mitologiczno-erotycznej m.in. Pasterz i pasterka czy Para miłosna. Jego prace mitologiczne, podszyte erotycznymi scenami, były nazywane w żargonie kolekcjonerów naecte vroukens (nagie kobietki). W okresie późniejszym jego twórczość skoncentrowała się również na malarstwie portretowym – głównie religijnym.
Brat Adriaena, Pieter van der Werff (1661–1722), był jego głównym uczniem i pomocnikiem, który głównie kopiował jego prace. Innymi uczniami Werffa był Philip van Dijk i Bartholomeus Douven.

## Przypisywane prace

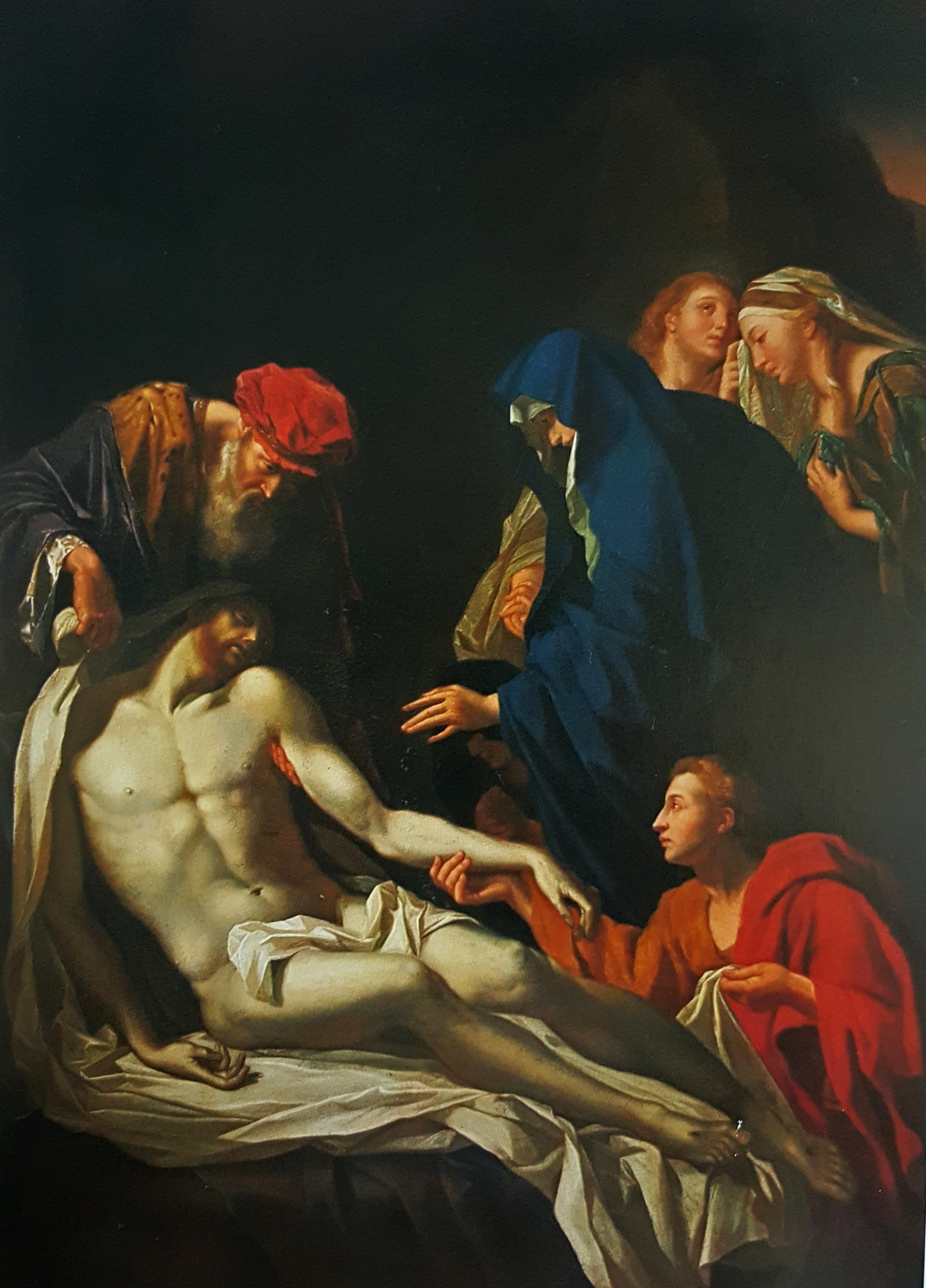
"Złożenie Chrystusa do grobu", Muzeum Narodowe we Wrocławiu po 1703

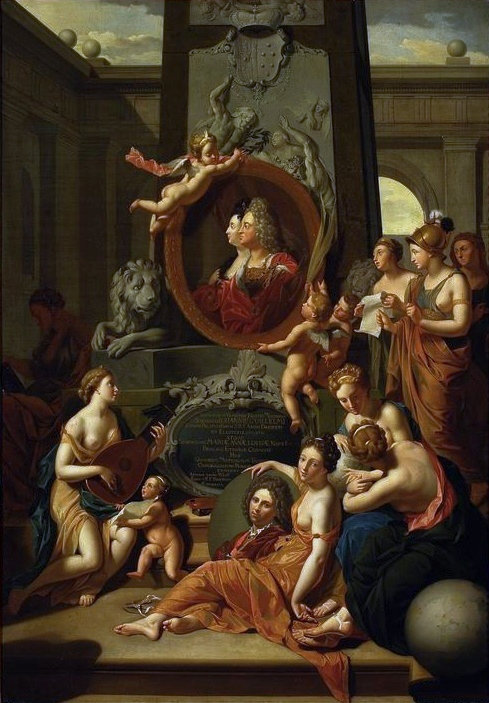
"Hołd sztukom" - Alegoria pary elektorskiej Palatynatu jako mecenasów, Muzeum Narodowe w Warszawie 1716

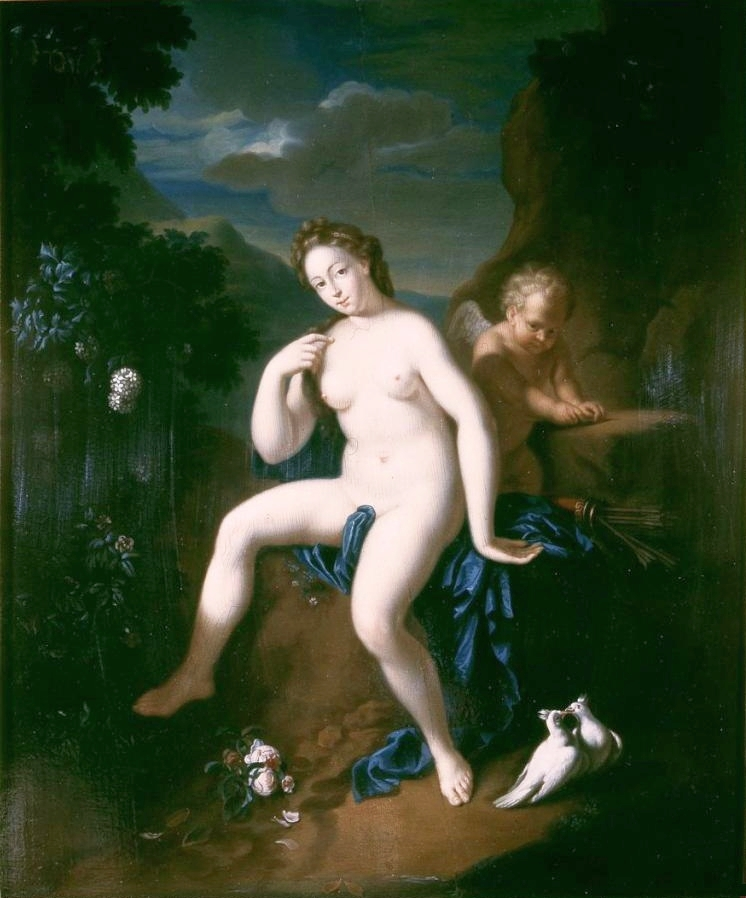
Wenus i Kupidyn, Muzeum Czartoryskich Kraków około 1716